# The Whole World Is Watching
"The Whole World Is Watching" es el cuarto episodio de la miniserie de televisión estadounidense The Falcon and the Winter Soldier, basada en Marvel Comics que presenta a los personajes Sam Wilson / Falcon y Bucky Barnes / Winter Soldier. Sigue a la pareja mientras continúan trabajando a regañadientes con Helmut Zemo para localizar y detener a los Flag Smashers. El episodio está ambientado en el Universo Cinematográfico de Marvel (MCU), compartiendo continuidad con las películas de la franquicia. Fue escrito por Derek Kolstad y dirigido por Kari Skogland.
Anthony Mackie y Sebastian Stan repiten sus respectivos papeles como Sam Wilson y Bucky Barnes de la saga cinematográfica, con Emily VanCamp, Wyatt Russell, Erin Kellyman, Florence Kasumba, Adepero Oduye y Daniel Brühl también como protagonistas. El desarrollo comenzó en octubre de 2018 y Skogland se unió en mayo de 2019. Kolstad fue contratado en julio de ese año. El episodio explora la compleja moralidad de John Walker/Capitán América (Russell) y lo representa asesinando públicamente a un hombre desarmado, lo que reconoce la brutalidad policial en los Estados Unidos. El rodaje tuvo lugar en Pinewood Atlanta Studios en Atlanta, Georgia, con rodaje en exteriores en el área metropolitana de Atlanta y en Praga.
"The Whole World Is Watching" se lanzó en el servicio de transmisión Disney+ el 9 de abril de 2021. Los críticos elogiaron el tono más oscuro del episodio, y la interpretación de Walker provocó una discusión entre los críticos debido a sus acciones violentas como el Capitán América.

## Trama
En 2017, Ayo de la Dora Milaje realiza una ceremonia donde, después de recitar las palabras de activación del Soldado del Invierno en Bucky sin generar nada, lo declara libre. En el presente, ambos se reencuentran y Ayo le exige explicaciones sobre porque liberó a Zemo, recordándole que mató a su rey T'Chaka. Cuando Barnes le explica que sacó a Zemo de la prisión para ayudarlo a encontrar al grupo terrorista Flag Smashers, Ayo le da a Barnes ocho horas para usar a Zemo antes de que los Wakandianos vengan por él. Barnes, Zemo y Sam Wilson investigan un campamento en Letonia donde los simpatizantes de los Flag Smashers alojan y enseñan a las personas que fueron desplazadas cuando la mitad de toda la vida regresó del Blip. 
Persuadiendo a niños refugiados, Zemo descubre dónde se lleva a cabo un servicio conmemorativo para Donya Madani, quien resulta ser la madre adoptiva de Karli y sus compañeros. Él, Wilson y Barnes se encuentran con Walker y su compañero Lemar, a quien Wilson convence para que lo deje hablar con Morgenthau a solas. Wilson habla con ella e intenta persuadirla para que cambie sus métodos violentos, pero un Walker impaciente la interrumpe, lo que lleva a una pelea. Morgenthau escapa pero Zemo le dispara, lo que hace que deje caer los restantes viales del suero, que comienza a destruir. Walker golpea a Zemo y descubre en el suelo un vial restante él cual guarda, mientras Morgenthau escapa.
Ayo y la Dora Milaje vienen por Zemo, pero Walker se niega a entregarlo. Se produce una pelea en la que la Dora Milaje reduce fácilmente a Walker, haciendo que se sienta humillado, mientras Zemo, aprovecha la confusión y escapa; también en la pelea, Ayo le desactiva el brazo de vibranium a Barnes. Walker luego habla sobre el suero del súper soldado con Hoskins, quien le sugiere que siempre tomará la decisión correcta y podría salvar vidas si lo hubiera tomado. Morgenthau planea dividir al grupo y amenaza a la hermana de Wilson, Sarah, y a su familia con atraerlo a él y a Barnes a una reunión. Al enterarse, un Sam enfurecido confronta a Karli quien trata de persuadirlo de unirse a ella; Walker y Hoskins llegan y atacan a otros Flag Smashers. Wilson y Barnes se apresuran a encontrarlos, lo que lleva a otra pelea en la que Wilson se da cuenta de que Walker ha tomado el suero.
Morgenthau sigue a Wilson y Barnes y se une a la pelea; Hoskins llega, después que quedar amarrado, pero Karli lo hace golpear contra un pilar, matando accidentalmente. Enfurecido por la muerte de su amigo, Walker persigue a uno de los Flag Smashers, Nico, y usa su escudo para golpearlo violentamente hasta matarlo. Con la sangre de Nico en el escudo, Walker se da cuenta de que está rodeado de transeúntes horrorizados que han filmado sus acciones, incluidos Wilson, Barnes y Morgenthau.

## Producción

### Desarrollo
Para octubre de 2018, Marvel Studios estaba desarrollando una serie limitada protagonizada por Sam Wilson / Falcon de Anthony Mackie y Bucky Barnes / Winter Soldier de Sebastian Stan de las películas del Universo cinematográfico de Marvel (MCU). Malcolm Spellman fue contratado como escritor principal de la serie, que se anunció como The Falcon and the Winter Soldier en abril de 2019.  Spellman modeló la serie a partir de películas de amigos, como 48 Hrs. (1982), Los desafiantes (1958), Arma letal (1987) y Hora punta (1998).  Kari Skogland fue contratada para dirigir la miniserie un mes después y fue productora ejecutiva junto a Kevin Feige, Louis D'Esposito, Victoria Alonso y Nate Moore de Marvel Studios y Spellman. Derek Kolstad se unió al equipo de redacción en julio de 2019,  y reveló en marzo de 2021 que había escrito el cuarto episodio, titulado "The Whole World Is Watching". Esto hace referencia a la frase coreada por los manifestantes contra la Guerra de Vietnam en un incidente en Chicago durante la Convención Nacional Demócrata de 1968. El episodio se lanzó en el servicio de transmisión Disney+ el 9 de abril de 2021. 

### Escritura
El flashback de Wakanda tuvo "mucho pensamiento", ya que Spellman sabía que el momento era "al menos 80 años en desarrollo para el personaje" y la "gravedad" debía sentirse. El episodio analiza parte del trastorno de estrés postraumático que sufre John Walker / Capitán América, y el actor Wyatt Russell explica que las circunstancias que rodean las Medallas de Honor del personaje representan un fracaso para él y sus intentos de corregir esos errores están empeorando las cosas. Russell habló sobre el personaje con uno de los entrenadores de la serie que era un ex marine, y le sugirió que escuchara una entrevista con el marine Dakota Meyer, ganador de la Medalla de Honor, como investigación para el personaje. Russell sintió que Walker era el tipo de personaje que se necesita cuando se lucha en una guerra, pero a veces puede "pasarse de la raya", que es como describió el asesinato de Nico por parte de Walker al final del episodio. Agregó que Nico “no merecía ser asesinado por un escudo. Pero es un mal tipo". Russell también comparó al personaje con un "policía demasiado entusiasta" que usa "fuerza excesiva para hacer lo que quiere", lo cual no es aceptable en la sociedad moderna, haciendo referencia a la brutalidad policial en los Estados Unidos. Russell dijo que el gobierno de EE. UU. era la familia de Walker, y lo han entrenado para ser un asesino a través de su experiencia militar, por lo que hay una cualidad robótica en Walker cuando mata a Nico porque solo está haciendo su trabajo sin pensar en las implicaciones morales. 
Hablando del simbolismo de la escena final del episodio, Moore dijo que todos los personajes de la serie estaban tratando de aceptar la diferencia entre la realidad y los ideales, y el escudo del Capitán América representa algunos de esos ideales, ya que anteriormente pertenecía a Steve Rogers, quien representaba hacer "Lo correcto". Moore sintió que ver el escudo cubierto de sangre fue intrínsecamente impactante debido a que la sangre cubría un símbolo de esos ideales, y notó que los fanáticos tuvieron una reacción visceral cuando se lanzó el episodio. También dijo que una idea central de la serie era explorar lo que significa ser estadounidense y patriótico, especialmente desde la perspectiva de Wilson, y sintió que, para hacerlo honestamente, no podían ignorar las imágenes de un símbolo estadounidense que se usa para matar a un hombre desarmado. Spellman sintió que esta era una conclusión inevitable para la serie y no se hizo fuera de ninguna agenda, sintiendo que la serie habría sido criticada si hubiera tratado de evitar temas tan difíciles. Mackie reconoció que el escudo se ha usado como arma en el MCU anteriormente, pero nunca de una manera pública y no heroica como esta, y dijo que el uso de sangre agrega efecto a la escena ya que las películas anteriores del MCU rara vez muestran sangre durante las escenas de acción. La actriz Adepero Oduye agregó que "a veces la gente necesita ver sangre para que se vuelva real" y sintió que la escena era el punto en el que la gente ya no podía ignorar la realidad. 

### Casting
El episodio está protagonizado por Anthony Mackie como Sam Wilson, Sebastian Stan como Bucky Barnes, Emily VanCamp como Sharon Carter, Wyatt Russell como John Walker / Capitán América, Erin Kellyman como Karli Morgenthau, Florence Kasumba como Ayo, Adepero Oduye como Sarah Wilson y Daniel Brühl como Helmut Zemo.  También aparecen Clé Bennett como Lemar Hoskins / Battlestar, Desmond Chiam, Dani Deetté e Indya Bussey como los Flag Smashers Dovich, Gigi y DeeDee, respectivamente, Renes Rivera como Lennox, Tyler Dean Flores como Diego, Noah Mills como Nico, Janeshia Adams-Ginyard como Nomble, Zola Williams como Yama y Veronica Falcón como Donya Madani.  

### Filmación y efectos visuales
El rodaje tuvo lugar en Pinewood Atlanta Studios en Atlanta, Georgia,   con la dirección de Skogland,  y PJ Dillon como director de fotografía. El rodaje en exteriores tuvo lugar en el área metropolitana de Atlanta y en Praga.   Los efectos visuales para el episodio fueron creados por Tippett Studio, QPPE, Rodeo FX, Crafty Apes, Cantina Creative y Digital Frontier FX.

### Música
Las selecciones de la partitura del compositor Henry Jackman para el episodio se incluyeron en el vol. 2 del álbum de la banda sonora, que fue lanzado digitalmente por Marvel Music y Hollywood Records el 30 de abril de 2021.

## Marketing
El 19 de marzo de 2021, Marvel anunció una serie de carteles creados por varios artistas para corresponder con los episodios de la serie. Los carteles se publicaron semanalmente antes de cada episodio y el cuarto cartel, diseñado por Tracie Ching, se reveló el 8 de abril. Después del lanzamiento del episodio, Marvel anunció productos inspirados en el episodio como parte de su promoción semanal "Marvel Must Haves" para cada episodio de la serie, incluida la ropa y los accesorios.

## Recepción

### Audiencia
Nielsen Media Research, que mide la cantidad de minutos vistos por el público estadounidense en los televisores, incluyó a The Falcon and the Winter Soldier como la segunda serie original más vista en los servicios de transmisión durante la semana del 5 al 11 de abril de 2021. Entre los primeros cuatro episodios, que estaban disponibles en ese momento, la serie tuvo 748 millones de minutos vistos.

### Respuesta crítica
El sitio web del agregador de reseñas Rotten Tomatoes reportó un índice de aprobación del 91% con una puntuación promedio de 7.8/10 basada en 34 reseñas. El consenso crítico del sitio dice: "Una entrega más oscura que ofrece toneladas de desarrollo de personajes, 'The World is Watching' prepara el escenario para un tramo final épico, aunque potencialmente lleno de gente".
Dando al episodio un 9 sobre 10, Matt Purslow de IGN consideró que el episodio era "el capítulo más oscuro y serio de la carrera hasta el momento", elogiando su enfoque en los asuntos de la serie y cómo eso permitió una exploración más profunda de las motivaciones de los personajes como Walker y Morgenthau. Criticó cómo la serie estaba manejando la reacción al Blip, en particular con la reacción de los Flag Smashers al GRC y la apariencia "algo incompleja" de Dora Milaje, pero consideró la secuencia de pelea resultante con Dora Milaje como notable por su impacto psicológico en Walker. Purslow concluyó que, si bien el episodio marcó una "desviación repentina del estilo de comedia de amigos que los capítulos anteriores habían estado construyendo", el tono más oscuro le permitió contar su historia con el "peso adecuado que exigen los temas del programa". Sulagna Misra en The AV Club, que le dio al episodio una "A-", escribió que "The Whole World Is Watching" volvió a la línea emocional de los dos primeros episodios. Elogió la actuación de Russell en el episodio, afirmando cómo pudo lograr "un equilibrio asombroso entre las frustraciones y los miedos de John", y destacó la aparición de Dora Milaje y el diseño de producción del funeral de Donya Madani. Alan Sepinwall de Rolling Stone creía que Stan tuvo buenos momentos de actuación en el flashback inicial de Wakanda, calificando su interpretación de las emociones de Barnes como "tan palpables". Además, consideró que la toma de Dora Milaje sosteniendo el escudo del Capitán América fue "una de las imágenes más memorables que nos ha dado este espectáculo" a pesar de que duró solo unos segundos.
Christian Holub de Entertainment Weekly le dio al episodio una "B" y creyó que Zemo discutiendo con Wilson y Barnes sobre aquellos que buscan superpoderes fue una "conversación fascinante", siendo la pelea entre Dora Milaje y John Walker su escena favorita. Brian Tallerico de Vulture le dio al episodio 4 de 5 estrellas, diciendo que estaba preparando una historia sobre "qué significa exactamente ser un héroe en 2021" y sintió que la serie era "una de las producciones más moralmente complejas" del MCU. Sin embargo, criticó la muerte de Lemar Hoskins, una persona negra, como un ejemplo de frimming, ya que se utilizó para promover el arco de la historia de John Walker. Escribiendo para IndieWire, Leonardo Adrián García fue menos positivo sobre el episodio, dándole una "C+". Encontró que era menos emocionante que los episodios anteriores debido al enfoque en Morgenthau y Walker, y sintió que su ritmo era "extrañamente lento". En particular, calificó el enfoque en John Walker como un "trabajo duro", y agregó que todo con el personaje "sale como una sola nota". García esperaba que los dos episodios finales hicieran que la serie volviera a su formato de policía amigo, estuviera "llena de acción" y atara los hilos de la trama. Sin embargo, García disfrutó de la apertura de Wakanda y la aparición de Dora Milaje y dijo que, al igual que WandaVision, la serie "cumplía con los frentes de dolor y trauma".